# Lassù qualcuno mi ama
Lassù qualcuno mi ama (Somebody Up There Likes Me) è un film del 1956 diretto da Robert Wise.
Il soggetto è tratto dalla biografia di Rocky Graziano campione di boxe degli anni 40.

## Trama
Thomas Rocco Barbella, da tutti chiamato semplicemente Rocky, è un ragazzo italo-americano originario dell'East Side di New York, figlio di un ex-pugile fallito e alcolizzato. La sua vita sembra essere segnata da continui furti e altre bravate e altrettante fughe da un istituto per ragazzi, gestito da padre Benedetto, ma nell'ultima fuga, si rifugia in casa della madre, che lo avverte che padre Benedetto non lo accoglierà più nella sua casa di correzione, durante la permanenza in casa, ha una lite furibonda con il padre che lo caccia in mezzo alla strada.
Un giorno lui e la sua banda si scontrano contro una gang rivale; all'arrivo della polizia Rocky scappa ma viene catturato e perquisito dai poliziotti, che gli trovano addosso 200 dollari. Agli agenti afferma di averli ricevuti da suo padre, il quale però smentisce e condanna di fatto il figlio alla reclusione in una casa di correzione. Durante la detenzione mantiene un comportamento scontroso e sfacciato, arriva addirittura a spegnere una sigaretta sulla mano al direttore dell'istituto, cosa che lo porta ad essere rinchiuso in un riformatorio. Rocky però non cambia registro: dopo una violenta lite con un poliziotto, ridotto in fin di vita dal ragazzo, viene arrestato e mandato in carcere (Isola Rikers). Durante il tragitto sul mezzo della polizia che lo porterà in prigione, conosce Frankie Peppo un altro detenuto ex procuratore di pugili. Peppo, che ha assistito alla rissa tra Rocky e il poliziotto, cerca di convincerlo ad intraprendere la carriera di pugile, affermando di essere rimasto molto impressionato dalla sua potenza. Una volta scontata la pena presta servizio militare, dove è coinvolto in altri episodi di violenza: dopo aver aggredito un ufficiale ed un sottufficiale, scappa dalla caserma.
La mancanza di denaro induce Rocky a cercare Frankie Peppo per ridiscutere un suo possibile ingresso nel mondo della boxe. Si reca, quindi, alla palestra Stillman di New York, dove gli avevano detto che potesse trovare il manager, il quale però è ancora in prigione. Graziano viene messo comunque alla prova e durante un match organizzato al momento riesce a mettere al tappeto il suo avversario. Viene notato dal procuratore/allenatore Cohen, che gli propone di fare una serie di incontri; Rocky accetta, e così ha inizio la sua carriera di pugile. Il mandato di cattura a suo carico non è, però, estinto: viene infatti arrestato durante un incontro dalla polizia federale. Davanti alla giustizia militare, il suo ravvedimento non basta. Viene condannato ad un periodo di reclusione e viene congedato dall'esercito con disonore. Durante una rissa con un altro detenuto, di stazza molto più massiccia rispetto alla sua, viene notato da un ufficiale addetto alla squadra di boxe, che lo convince che quella è l'unica strada possibile che potrebbe consentirgli di non rovinare la sua vita e quella dei suoi cari.
Uscito per l'ennesima volta dal carcere, si ripresenta da Cohen, iniziando una fulminante carriera, che lo porta ad avere una certa popolarità a New York. Intanto conosce un'amica di sua sorella, Norma, che in seguito diventerà sua moglie. La sua carriera è in rapida ascesa, e dopo svariate vittorie per KO riesce ad arrivare all'incontro della vita: quello valevole per il titolo mondiale dei pesi medi contro Tony Zale, il quale però lo sconfigge dopo un incontro durissimo. Rocky, però, è subito pronto a sfidare nuovamente il campione: l'incontro di rivincita con Zale è fissato, ma, durante un allenamento, si presenta Frankie Peppo, nel frattempo uscito di prigione, che di fatto ricatta il pugile: Rocky dovrà, infatti, perdere il prossimo incontro contro Cowboy Shank; in caso contrario tutti i giornali verranno informati della sua turbolenta vita, che avrebbe certamente alimentato uno scandalo. Rocky, pur di non accettare, finge un infortunio alla spalla, ma la commissione pugilistica, dopo averlo ascoltato come testimone, decide di ritirargli la licenza di pugile, tuttavia non tutte le città hanno ratificato la squalifica, tra queste Chicago (città di Zale).
Cohen, approfittando di questa opportunità, fissa l'incontro contro Zale in quella città. Rocky, la notte prima dell'incontro, invece di riposare, prende un aereo e va a New York a trovare la madre; trova, però, il padre, mezzo ubriaco. Dopo un'iniziale discussione, il padre incita il figlio a realizzare quel sogno che lui stesso ha inseguito da giovane senza riuscire mai a realizzare: diventare campione. Rocky torna a Chicago appena in tempo per riposare qualche ora prima dell'incontro. Il match vede 5 riprese in cui Graziano assume una posizione difensiva subendo l'iniziativa di Zale in modo da sfiancarlo, per poi passare al contrattacco all'inizio del 6º round, aggredendo il campione ormai esausto e riuscendo a mandarlo al tappeto definitivamente. Con questo trionfo Rocky Graziano riesce ad aggiudicarsi il titolo dei pesi medi. Dopo l'incontro, New York festeggia Rocky con una parata in suo onore.

## Produzione

### Cast
- Il ruolo di protagonista andò a Paul Newman dopo l'incidente mortale di James Dean cui era stato, inizialmente, proposto. Era stato lui a ottenere una piccola parte anche per l'amico Sal Mineo che, con lui, era apparso in Gioventù bruciata, interpretazione per la quale aveva ottenuto una nomination per il miglior attore non protagonista.[1]
- L'attrice italiana Pier Angeli era fidanzata proprio con James Dean prima della sua morte.

## Colonna sonora
La canzone Somebody up there likes me dei titoli di testa è cantata da Perry Como.

## Promozione

### Tagline
Questo è il modo in cui ricordo, definitivamente.
"Rocky Graziano"

## Riconoscimenti
- 1957 - Premio Oscar
  - Migliore fotografia a Joseph Ruttenberg
  - Migliore scenografia a Cedric Gibbons, Malcolm Brown, Edwin B. Willis e F. Keogh Gleason
  - Candidatura Miglior montaggio ad Albert Akst
- 1956 - National Board of Review Award
  - Migliori dieci film